# Václav Zachoval
Václav Zachoval (ur. 26 kwietnia 1912 w Slatinach, zm. 20 kwietnia 1952 w Tatrach) – czeski taternik i instruktor taternictwa.
Václav Zachoval po raz pierwszy zetknął się z Tatrami w 1946 roku i już tego samego roku zaczął uprawiać tatrzańską wspinaczkę. W latach 1948–1952 należał do najaktywniejszych czechosłowackich taterników, przechodził wówczas szereg nowych dróg w warunkach letnich i zimowych. Zachoval zginął 20 kwietnia 1952 roku u podnóża zachodniej ściany Łomnicy podczas próby zimowego przejścia przez tzw. Hokejkę – w trakcie wspinaczki zaskoczyła go lawina kamienna. Jego ciało spoczęło na cmentarzu w rodzinnej miejscowości.

## Ważniejsze tatrzańskie osiągnięcia wspinaczkowe
- pierwsze wejście zachodnią ścianą Łomnicy przez tzw. Hokejkę w 1950 roku,
- pierwsze czechosłowackie przejście odcinka grani Tatr od Przełęczy pod Kopą do Krywania.